# Okręty ratownicze typu Pigeon
Okręty ratownicze typu Pigeon – typ dwóch amerykańskich okrętów ratowniczych o konstrukcji katamaranu, przeznaczonych do ratowania załóg zatopionych okrętów podwodnych. Okręty zostały zamówione przez United States Navy w 1967 roku i weszły do służby w 1973 roku.
Na pokładzie okrętów znajdowały się dwa pojazdy typu DSRV (Deep Submergence Rescue Vehicle, pojazd ratowniczy głębokiego zanurzenia) oraz komory ratunkowe McCanna.
Okręty zostały wycofane ze służby w 1992 i 1995 roku, będąc ostatnimi jednostkami tej klasy należącymi do amerykańskiej marynarki wojennej. 

## Okręty
- USS „Pigeon” (ASR-21)
- USS „Ortolan” (ASR-22)